# Vila Conceição
Vila Conceição es un barrio de la ciudad de Porto Alegre, Brasil. Fue creado por la Ley 2,022 del 7 de diciembre de 1959. Uno de los barrios que se ubican a orillas del lago Guaíba, en él se ubica la Playa del Cachimbo.